# Álvares de Azevedo

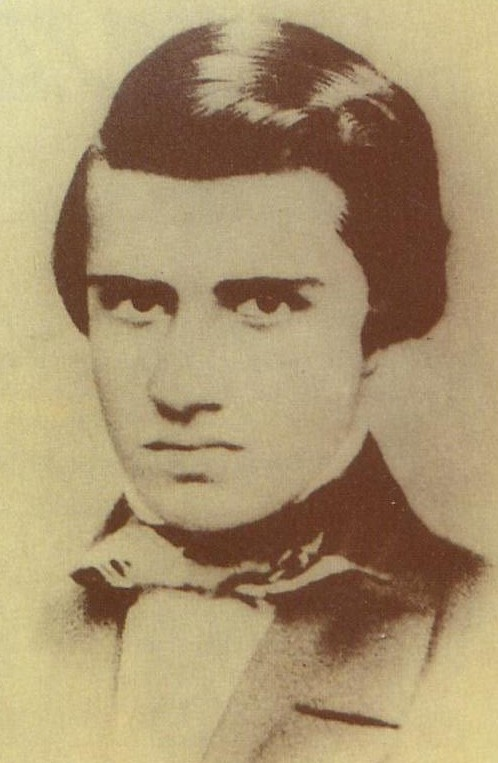
Álvares de Azevedo.

Manuel Antônio Álvares de Azevedo, född den 12 september 1831 i São Paulo, död den 25 april 1852 i Rio de Janeiro, var en brasiliansk skald.
Azevedo diktade dels djupt svårmodiga, dels bittert humoristiska poem, som utgavs under titeln Lira dos vinte anos, 1853. Azevedo var näst Gonçalves Dias den mest omtyckte brasilianske lyrikern i sin generation. Hans Obras completas (3 band, 1863) innefattar även prosaskrifter och dramatiska försök.